# Nicolas Goré
Nicolas Goré, né le 23 juillet 1754 à Damas-aux-Bois (Vosges), mort le 4 février 1826 à Remiremont (Vosges), est un militaire français de la Révolution et de l’Empire.

## États de service
Il entre en service le 27 août 1773, comme soldat dans le régiment de Dauphiné-infanterie, où il devient caporal le 1er décembre 1781, sergent le 18 janvier 1784, sergent-fourrier le 20 juin 1787, et sergent-major le 30 avril 1789.
Le 20 juin 1792, il est nommé sous-lieutenant, et le 12 octobre suivant, il passe lieutenant adjudant-major. C’est en cette qualité qu’il fait la campagne de 1792, à l’armée des Ardennes. Il reçoit son brevet de capitaine le 15 mai 1793, à l’armée du Nord, et le 13 septembre suivant, grâce à sa bravoure, il devient chef de bataillon.
En l’an II, il est appelé à l’armée de Sambre-et-Meuse et il est nommé chef de brigade le 21 mars 1794, à la 76e demi-brigade de ligne. En l’an III, il passe à l’armée des côtes de l’Océan, et en l’an IV, à Évron, avec un détachement de 100 hommes, il culbute et met en déroute 5 000 chouans.
Employé à l’armée de Rhin-et-Moselle, il se signale au siège de Kehl, et le 20 avril 1797, au passage du Rhin, où il commence le débarquement. Le jour même avec 2 compagnies de grenadiers de son régiment, il reprend une position qui vient d’être enlevée à la 16e demi-brigade légère. En l’an VI et en l’an VII, il sert aux armées d’Helvétie et du Danube. Le 6 mars 1799, à Tamins en Helvétie, il enlève une redoute et 2 pièces de canon, en montant à l’assaut à la tête de ses grenadiers. Après avoir pris la redoute, il fait retourner les pièces contre les colonnes ennemies et leur fait éprouver des pertes considérables. 
De l’an VIII à l’an IX, il fait les campagnes à l’armée du Rhin, et il est fait chevalier de la Légion d’honneur le 11 décembre 1803. Le 10 février 1804, il est admis à la retraite, et il est désigné pour faire partie du collège électoral de l’arrondissement de Remiremont
Il meurt le 4 février 1826 dans cette ville.

## Sources
- A. Lievyns, Jean Maurice Verdot, Pierre Bégat, Fastes de la Légion-d'honneur, biographie de tous les décorés accompagnée de l'histoire législative et réglementaire de l'ordre, Tome 3, Bureau de l’administration, 1844, 529 p. (lire en ligne), p. 186.
- « Cote LH/1169/1 », base Léonore, ministère français de la Culture
- François Coppée, Un régiment à travers l'histoire : le 76e, ex-ler léger, E. Flammarion, 1894, p. 714.
- Léon Louis, Le département de Vosges : description, histoire, statistique, Volume 4, E. Busy, 1889, p. 428.
- Léon Hennet, État militaire de France pour l’année 1793, Siège de la société, Paris, 1903, p. 88.